# Alberto Gilardino
Alberto Gilardino, italijanski nogometaš, * 5. julij 1982, Biella, Piemont, Italija.
Sodeloval je na nogometnemu delu poletnih olimpijskih iger leta 2004.